# Ann Steuer
Ann Steuer (Alemania, 12 de febrero de 1913-década de 1990) fue una atleta alemana, especialista en la prueba de 80 m vallas en la que llegó a ser subcampeona olímpica en 1936.

## Carrera deportiva
En los JJ. OO. de Berlín 1936 ganó la medalla de plata en los 80 m vallas, con un tiempo de 11.7 segundos, llegando a meta tras la italiana Trebisonda Valla (oro también con 11.7 s) y por delante de la canadiense Betty Taylor (bronce también con 11.7 s).